# Albert Bandura
Albert Bandura (Mundare, 4 dicembre 1925 – Stanford, 26 luglio 2021) è stato uno psicologo canadese naturalizzato statunitense.
È noto per il suo lavoro sulla teoria dell'apprendimento sociale, in particolare per il suo impatto sulla teoria sociale cognitiva.

## Biografia
Ha ottenuto notorietà per l'esperimento della bambola Bobo sull'aggressività infantile per imitazione, dove un gruppo di bambini prendeva come esempio, per capacità visiva, degli adulti che in una stanza, senza che il loro comportamento venisse commentato, picchiavano il pupazzo Bobo. Altri bambini invece, vedevano degli adulti sedersi, sempre in assoluto silenzio, accanto a Bobo. Infine tutti questi bambini venivano condotti in una stanza piena di giocattoli tra cui c'era anche un pupazzo uguale a Bobo. Su 10 bambini che picchiavano il pupazzo 8 erano quelli che lo avevano visto fare in precedenza da un adulto.
Questo mostra come se un modello che noi seguiamo compie una determinata azione, siamo inclini ad imitarlo e questo accade soprattutto nei bambini, che non hanno ancora l'esperienza per capire da soli se quel comportamento è corretto o no.
Nel campo delle motivazioni risulta prezioso il suo apporto espresso tramite il concetto di autoefficacia. Quest'ultimo lega il comportamento umano all'autopercezione del proprio funzionamento interiore e alla relativa capacità di sfruttare i dati ottenuti per il raggiungimento dei cosiddetti "Oggetti Meta", che corrispondono alla fonte di soddisfacimento di ciascun bisogno psicologico.
Bandura ha trascorso la maggior parte della sua carriera all'Università di Stanford ed è stato eletto presidente dell'Associazione statunitense di psicologia nel 1974. Ha ricevuto numerosi riconoscimenti e premi durante la sua carriera, incluso il William James Award dall'Associazione della scienza psicologica, il Distinguished Scientific Contributions Award e il premio E. L. Thorndike dall'Associazione statunitense di psicologia.

## L'apprendimento sociale di Albert Bandura
Un primo pilastro fondante del cognitivismo sociale è stato identificato nelle ricerche di Albert Bandura e colleghi sull'apprendimento per osservazione. Esse hanno infatti ampliato le conoscenze sui processi di apprendimento, richiamando l'attenzione sui diversi modi in cui le esperienze sociali contribuiscono alla personalità e alla regolazione della condotta.
Bandura, distanziandosi dalla corrente del comportamentismo, sottolineava come l'apprendimento non avvenga solo per contatto diretto con gli elementi che influenzano la condotta, ma come esso possa essere mediato attraverso l'osservazione di altre persone attraverso un processo di modellamento.
Entro questa prospettiva, l'accento inizia ad essere posto sulle strutture cognitive alla base dei comportamenti, in termini di aspettative, attribuzioni causali, valutazioni sulle capacità proprie ed altrui. La riflessione di Bandura sul costrutto indicato con il nome di "autoefficacia percepita" (perceived self efficacy), segna il punto di approdo degli sviluppi della teoria dell'apprendimento sociale e la nascita della teoria sociale cognitiva (Bandura, 1997).
Nella teoria sociocognitiva l'agentività umana opera all'interno di una struttura causale interdipendente che coinvolge una causazione reciproca triadica. L'agentività (agency) è la facoltà di far accadere le cose, di intervenire sulla realtà, di esercitare un potere causale. L'agente (agent) è qualcosa o qualcuno che produce o è capace di produrre un effetto: una causa attiva o efficiente. Caratteristica essenziale dell'agentività personale è la facoltà di generare azioni mirate a determinati scopi.
I fattori triadici:
- personali interni (eventi cognitivi, affettivi e biologici)
- il comportamento
- gli eventi ambientali

Operano come fattori causali interagenti che si influenzano reciprocamente in modo bidirezionale. Il fatto che le tre classi di fattori causali si influenzino reciprocamente non significa che esse abbiano lo stesso peso. La loro influenza relativa varierà a seconda delle attività e delle circostanze. Le influenze e i loro effetti reciproci non compaiono simultaneamente come un'entità olistica. Ci vuole tempo perché un fattore causale eserciti una sua influenza. Non esiste una distinzione dicotomica fra una struttura sociale non rappresentata da persone e un'agentività personale decontestualizzata. Troviamo sempre un'interazione dinamica fra gli individui e coloro che presiedono alle operazioni istituzionalizzate dei sistemi sociali. Tale interazione implica transazioni in cui si producono effetti fra i funzionari istituzionali e coloro che cercano di adattarsi alle loro pratiche o di modificarle.

## Teoria dell'apprendimento sociale
Bandura è stato un autore fondamentale nel passaggio dall'approccio comportamentista verso la definizione del cognitivismo.
La sua teoria risulta una delle più rilevanti per la sua estesa analisi dei fattori individuali e contestuali che determinano il funzionamento della personalità. Tale teoria si costruisce intorno a due principi chiave: il primo riguarda le linee concettuali e gli assunti alla base della condotta individuale, il secondo riguarda la tipologia di variabili finalizzate alla costruzione di un modello teorico sui processi sottostanti alla condotta.

## Il punto di partenza della teoria dell'apprendimento sociale
La teoria dell'apprendimento sociale rappresenta una delle prime teorie di Albert Bandura. L'autore evidenziò come l'apprendimento non implicasse esclusivamente il contatto diretto con gli oggetti, ma che avvenisse anche attraverso esperienze indirette, sviluppate attraverso l'osservazione di altre persone. Bandura ha adoperato il termine modellamento (modeling) per identificare un processo di apprendimento che si attiva quando il comportamento di un individuo che osserva si modifica in funzione del comportamento di un altro individuo che ha la funzione di modello.
Risultano in questo senso gli studi condotti sull'imitazione di condotte aggressive da parte di bambini che osservavano un modello (vedi Esperimento della bambola Bobo). Bandura sintetizza una serie di proprietà agenti in una situazione di modellamento, che influiscono nell'impatto delle informazioni apprese sulla prestazione: la somiglianza delle prestazioni, la somiglianza delle caratteristiche personali tra osservatore e modello, la molteplicità e varietà dei modelli, ed infine la competenza del modello. Viene identificata come caratteristica fondamentale dell'apprendimento osservativo (o apprendimento vicario) l'identificazione che si instaura tra modello e modellato. Più essa sarà elevata, più l'apprendimento avrà effetto sulla condotta del modellato.

## Lo sviluppo della teoria sociale cognitiva
Il passaggio dalla teoria dell'apprendimento sociale alla teoria sociale cognitiva avviene attraverso lo sviluppo di una nuova analisi della condotta: l'autoefficacia percepita. Bandura si distacca da approcci comportamentisti che ha adottato all'inizio della sua teoria, per poi definire e costruire un approccio orientato ai processi cognitivi allo studio dell'adattamento dell'individuo nell'ambiente. Bandura sintetizza la capacità umana di operare attivamente in un contesto dell'agentività umana.

## L'agentività
Il concetto di agentività umana (human agency), punto principale dell'intera teoria social-cognitiva, può essere definito come la capacità di agire attivamente e trasformativamente nel contesto in cui si è inseriti. Tale funzione umana, che riguarda sia i singoli individui che i gruppi, si traduce operativamente nella facoltà di generare azioni mirate a determinati scopi. Nella valutazione del ruolo dell'intenzionalità, Bandura distingue la condotta mirata al raggiungimento di un risultato, dagli effetti che l'esecuzione di tale corso d'azione produce. L'agentività è intesa come una funzione riguardante gli atti compiuti intenzionalmente, indipendentemente dal loro esito.
Punto di partenza nello studio di questa facoltà è la convinzione di poter esercitare attivamente una influenza sugli eventi. Questo orientamento proattivo è inserito da Bandura in un approccio multi-dominio relativo alle determinanti della condotta. Tale approccio riconosce che la maggior parte del comportamento umano sia determinato da molti fattori interagenti tra loro.
Bandura identifica tre classi di cause che influenzano la condotta:
1. i fattori personali interni, costituiti da elementi cognitivi, affettivi e biologici;
2. il comportamento messo in atto in un dato contesto;
3. gli eventi ambientali che circoscrivono l'individuo e la condotta

L'agentività umana opera all'interno di una struttura causale interdipendente che coinvolge questi tre nuclei d'influenza in una relazione reciproca e triadica. Il peso dell'influenza dei fattori presi in considerazione varia a seconda delle attività, delle circostanze, e del tempo necessario ad un elemento per sviluppare i suoi effetti.
Un valore centrale nel determinare i cambiamenti e gli sviluppi delle condotte delle persone è attribuito da Bandura ai sistemi sociali. L'autore riconosce che l'agentività opera entro una rete di influenze sociali e strutturali. Nelle transazioni tra questi domini le persone risultano sia produttori che prodotti dei sistemi sociali che regolano la loro condotta. Le strutture sociali, il cui scopo è organizzare e regolare l'attività degli individui e dei gruppi, sono esse stesse una creazione delle persone che le costituiscono. Tali luoghi, a loro volta, impongono vincoli e forniscono risorse per lo sviluppo delle persone e dei gruppi che ne fanno parte.
Le strutture sociali e organizzative forniscono una serie di pratiche sociali condivise, mentre all'interno di tali regole rimane molta variabilità personale per quanto riguarda la loro applicazione. Bandura evidenzia come le persone con un elevato grado di agentività sappiano trarre vantaggio dalle opportunità offerte dalle strutture sociali, e costruire modi per aggirare i vincoli istituzionali della stessa struttura. Al contrario le persone inefficaci sono meno capaci di sfruttare le risorse offerte dal sistema, e più soggette a scoraggiamenti in caso di problemi imposti da esso.
Nello sviluppo di tale ottica multi-dominio, gli effetti che la condotta produce sia sull'individuo che sull'ambiente, sono analizzati in termini probabilistici, piuttosto che deterministici. Il concetto di probabilismo viene sottolineato con molta enfasi da Bandura a proposito del ruolo che gli accadimenti causali hanno nel corso dello sviluppo individuale. Si ricerca in sintesi un approccio interazionista allo studio delle condotte degli individui. Nelle caratteristiche intrinseche all'interazionismo definite dal reciproco determinismo triadico, l'azione si configura sia come stimolo che come risposta rispetto alla personalità e all'ambiente.
Le azioni delle persone, e i loro effetti, danno forma alle competenze, ai sentimenti, alle credenze sul sé. La circolarità del modello P (persona) C (comportamento) A (ambiente), è incentrata sulla definizione di due tipi di esiti del comportamento: i risultati esterni, e le reazioni di autovalutazione. Tali conseguenze possono risultare complementari o contrapposte, con esiti assolutamente diversi in termini di raggiungimento degli scopi prefissati.

## Le capacità personali
Un ruolo centrale è ricoperto dalle capacità personali. Attraverso tali processi cognitivi, le persone sono in grado di conoscere sé stesse ed il mondo, al fine di regolare in esso il proprio comportamento. In particolare, Bandura identifica cinque capacità di base:
1. la capacità di simbolizzazione, che corrisponde alla capacità delle persone di rappresentare simbolicamente la conoscenza. Il linguaggio rappresenta l'esempio più evidente della capacità cognitiva di ragionare usando simboli astratti.
2. La capacità vicaria, ovvero la capacità di acquisire conoscenze, abilità o competenze mediante l'osservazione o il modellamento di altre persone.
3. La capacità di previsione, ovvero la capacità di anticipare gli eventi futuri, estremamente rilevante sia a livello emotivo che motivazionale, in termini, per esempio, di timore degli eventi che hanno da venire.
4. La capacità di autoregolazione, che corrisponde alla capacità di stabilire obiettivi e di valutare le proprie azioni facendo riferimento a standard interni di prestazione.
5. La capacità di autoriflessione, che corrisponde alla capacità di riflettere in modo consapevole su noi stessi.

Queste capacità, pur essendo funzionalmente distinte, operano abitualmente in sinergia. Le persone regolano la propria vita emotiva e sociale grazie al sistema interagente di processi autoreferenziali che derivano dalle capacità di base. Stabilire obiettivi, monitorare il comportamento in funzione di standard personali, prevedere gli esiti delle azioni in relazione al contesto entro il quale si agisce, valutare e riflettere sulle capacità di affrontare le sfide future, e capitalizzare dall'esperienza propria ed altrui, consentono alle persone di esercitare quell'autoinfluenza alla base dei processi di causazione reciproca e rendono possibile l'agenticità umana.

## Condotta proattiva e convinzioni di efficacia
Bandura identifica nel senso di efficacia l'elemento chiave per l'analisi dell'agenticità umana. Le credenze delle persone riguardanti la loro efficacia nel gestire gli eventi, influenzano le scelte, le aspirazioni, i livelli di sforzo, di perseveranza, la resilienza, la vulnerabilità allo stress ed in generale la qualità della prestazione. L'efficacia personale è intesa come una capacità generativa in cui le sottoabilità cognitive, sociali, emozionali e comportamentali sono coordinate e organizzate in maniera efficiente per assolvere a scopi specifici. Le convinzioni di efficacia esercitano la propria funzione agentica in modo diverso a seconda del dominio d'azione e del contesto analizzato.

## Fonti esperienziali dell'autoefficacia
Le convinzioni riguardo alla propria efficacia personale costituiscono uno degli aspetti principali della conoscenza di sé. Bandura identifica quattro fonti di informazioni principali per la costruzione dell'efficacia:
- Le esperienze comportamentali dirette di gestione efficace, che hanno la funzione di indicatori di capacità.
- Le esperienze vicarie e di modellamento (cardine della teoria dell'apprendimento sociale), che alterano le convinzioni di efficacia attraverso la trasmissione di competenze e il confronto con le prestazioni ottenute dalle altre persone.
- La persuasione verbale ed altri tipi di influenza sociale, che infondono e costituiscono la possibilità di possedere competenze da sperimentare.
- Gli stati fisiologici ed affettivi, in base ai quali le persone giudicano la loro forza, vulnerabilità, reattività al disfunzionamento.

Ogni mezzo di influenza, sia esso sociale, cognitivo o affettivo, a seconda della sua natura, può operare attraverso una o più di questi canali di informazione e costruzione dell'efficacia. Benché ci siano alcuni processi cognitivi alla base dell'elaborazione aggregativa dei giudizi di efficacia a partire dalle sue fonti, la formazione di un'idea di sé tiene conto delle possibili valutazioni altrui, e può risultare potenzialmente pericolosa per l'autostima, ed instaurare dinamiche distorcenti a scopo difensivo.
Oltre all'effetto di distorsione dei giudizi legato agli stati emotivi le persone mostrano capacità cognitive di integrare informazioni multidimensionali limitate. La capacità di selezionare, ponderare, e integrare le informazioni di efficacia rilevanti, migliora con lo sviluppo delle abilità autoregolatorie. In questo senso la verifica delle proprie capacità autovalutative richiede non solo la conoscenza delle proprie capacità, ma anche la comprensione dei tipi di abilità richiesti per la specifica prestazione.
Il senso di efficacia percepita è il processo cognitivo chiave identificato dallo psicologo sociale Albert Bandura per l'analisi dell'agenticità umana. Il contesto teorico entro cui questo costrutto si sviluppa è la teoria sociale cognitiva. L'autoefficacia percepita può essere definita come una capacità generativa (che ha la funzione di organizzare elementi particolari) il cui scopo è quello di orientare le singole sottoabilità cognitive, sociali, emozionali e comportamentali in maniera efficiente per assolvere a scopi specifici.

## Valutazione dell'autoefficacia
Le credenze delle persone riguardanti la loro efficacia nel gestire gli eventi, influenzano le scelte, le aspirazioni, i livelli di sforzo, di perseveranza, la resilienza, la vulnerabilità allo stress e in generale la qualità della prestazione. Indagare le convinzioni di autoefficacia personale relativamente ad un dato comportamento può allora permettere di predire la condotta dell'individuo in quello specifico dominio comportamentale.
Le convinzioni di efficacia esercitano la propria funzione agentica in modo diverso a seconda della tipologia d'azione analizzata:
- Relativamente alla realizzazione di prestazioni elevate, emergono come elementi mediatori le convinzioni associate alla propria efficacia autoregolatoria, ossia la capacità della persona di orchestrare in maniera efficace le singole sottoabilità impiegate. L'efficacia in uno specifico ambito non è data dal semplice possedere le singole sottoabilità. Condizione necessaria ma non sufficiente per un senso di efficacia resistente è allora uno stabile senso di efficacia autoregolatoria. Esso consente agli individui di ottenere prestazioni elevate utilizzando proattivamente le singole abilità, anche all'interno di un ambiente che non facilita il raggiungimento del proprio scopo.
- Per quanto riguarda le convinzioni di efficacia sulla gestione delle emozioni e delle relazioni interpersonali, si evidenzia una relazione causale tra efficacia emotiva (relativa alla regolazione dell'affettività negativa e all'espressione dell'affettività positiva) ed efficacia interpersonale (convinzioni relative alla gestione delle relazioni con profitto e soddisfazione).
- Il senso di autoefficacia agisce anche sulla determinazione e sulla scelta degli obiettivi personali. In questo senso l'importanza primaria di credenze di efficacia, incentrate sulla controllabilità dell'ambiente entro cui la scelta è operata, risulta fondamentale nella scelta dei propri obiettivi. Con una scarsa controllabilità percepita, si riducono le aspirazioni e gli obiettivi che esse ispirano.

## Misura delle convinzioni di autoefficacia
La valutazione del senso di autoefficacia è operativamente definita dalla misura delle credenze ad esso associate. La scala Likert rappresenta uno strumento chiave nella sua misurazione attraverso strumenti carta - matita. La metodologia standard di misurazione delle convinzioni di efficacia, prevede che gli item (vedi psicometria) descrivano compiti di diverso livello e complessità, e che le persone valutino la forza della loro convinzione di saper fare le attività richieste ed implicate. Le convinzioni sono chiaramente espresse in termini di "so fare". 
Bandura suggerisce di registrare la forza delle convinzioni di autoefficacia su una scala a 100 punti che, con intervalli a 10 passi, parte da 0 ("non lo so fare") e arriva alla sicurezza totale (100: "sono certo di saperlo fare"). Le scale di misura dell'efficacia sono unipolari e vanno da 0 a 100, il massimo di livello di forza. Non includono numeri negativi poiché non è possibile ipotizzare una gradazione più bassa dell'incapacità totale. Per ottenere un indice della forza del senso di efficacia nell'ambito delle attività in esame, è sufficiente costruire una media degli item somministrati (vedi psicometria). 
Bandura propone una metodologia di misura dell'autoefficacia legata ad un livello intermedio di specificità nei confronti dell'azione, proponendo la focalizzazione degli item su una categoria di prestazioni all'interno dello stesso ambito di attività. L'autore mette inoltre in evidenza come il livello ottimale di generalità della valutazione varia:
- a seconda di ciò che si vuole predire,
- in base a quanto si conoscono anticipatamente le richieste della situazione.

Se lo scopo è predire un particolare livello di prestazione in una situazione data e conosciuta, la misura ottimale sarà molto specifica, poiché ottimizzerà la varianza spiegata. Al contrario, quando la situazione in cui è richiesta la performance è meno stabile e strutturata, è richiesto un livello di maggiore generalità. Le persone giudicano infatti la loro efficacia rispetto ad una gamma differenziata di richieste poste dal compito entro un dato contesto. Come può essere quello sportivo, ad esempio nel tennis, dove un tennista può sentirci capace di giocare un rovescio ma non per forza un buon servizio.
Per sviluppare un coerente strumento di misura delle convinzioni di efficacia che tenga conto sia della multidimensionalità (vedi Scala Likert) che della contesto-specificità (vedi teoria sociale cognitiva) di questo costrutto, risulta necessaria un'esplicita analisi concettuale dei requisiti chiave nell'attività oggetto d'analisi. Lo scopo di tale ricerca preliminare è l'identificazione delle caratteristiche che permettono lo svolgimento delle attività non occasionalmente, ma regolarmente, anche in presenza di condizioni ostili, in modo tale da comprendere gli elementi che portano alla prestazione eccellente. Uno spunto operativo sulle indagini preliminari per la costruzione di scale di valutazione dell'autoefficacia autoregolatoria, può consistere nel domandare alle persone di descrivere i fattori che rendono loro difficile eseguire regolarmente l'attività richiesta.
Bandura sottolinea infine come, se si limita la misura all'utilizzo di item fortemente correlati tra loro, si ottengano scale che misurino in modo ridondante soltanto un segmento del senso di efficacia. In questo senso l'autore afferma che un solido schema concettuale nella costruzione degli items può aiutare a verificare la struttura delle convinzioni di efficacia relativamente alla prestazione che si vuole predire.